# پورتو گالرا
پورتو گالرا (به لاتین: Puerto Galera) یک منطقهٔ مسکونی در فیلیپین است که در میندورو شرقی واقع شده‌است.